# Reinhard Klahn
Reinhard Klahn (født 1962 i Sønderborg) er en dansk forfatter.

## Biografi
Reinhard Klahn voksede op i Sønderjylland som barn af tyske forældre. Han gik i det tyske mindretals skoler i Sønderjylland. Han blev student fra Deutsches Gymnasium für Nordschleswig i Åbenrå i 1981. Derefter gik han på Handelshøjskolen i Sønderborg og Aarhus og blev cand.merc. i 1987.
Han har været ansat som lærer på Handelshøjskolen i Århus samt som økonomikonsulent, projektleder og gruppeleder i flere virksomheder og har sideløbende virket som forfatter.Han har siden 1984 været bosat i Østjylland.